# ویتنبک
ویتنبک (به آلمانی: Wittenbeck) یک شهر در آلمان است که در باد دوبران-لاند واقع شده‌است. ویتنبک ۷۶۱ نفر جمعیت دارد.

## نگارخانه

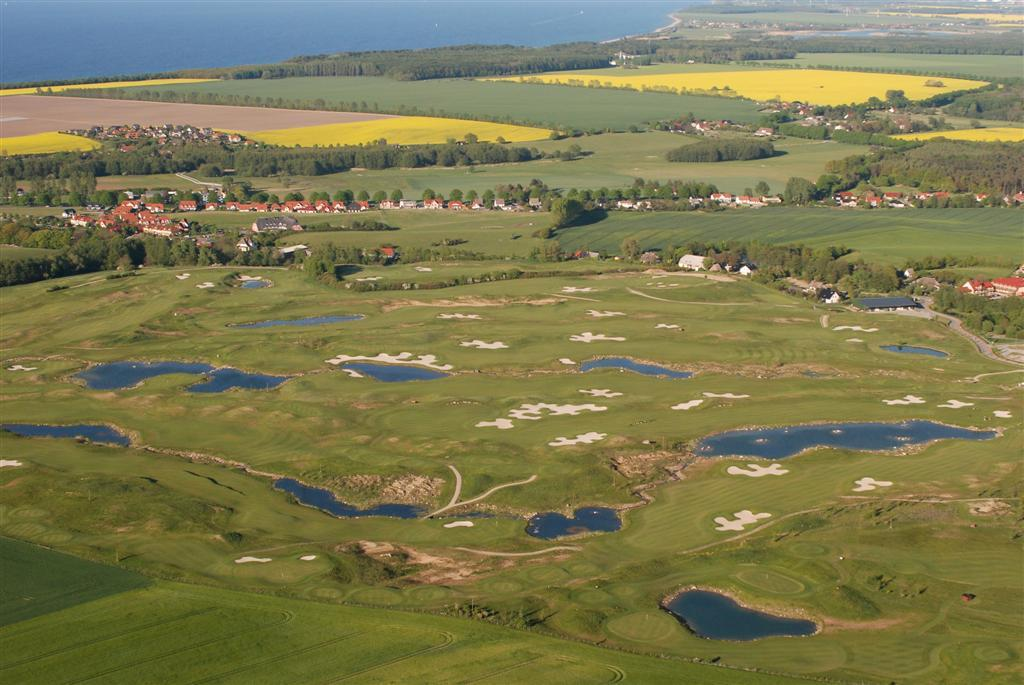
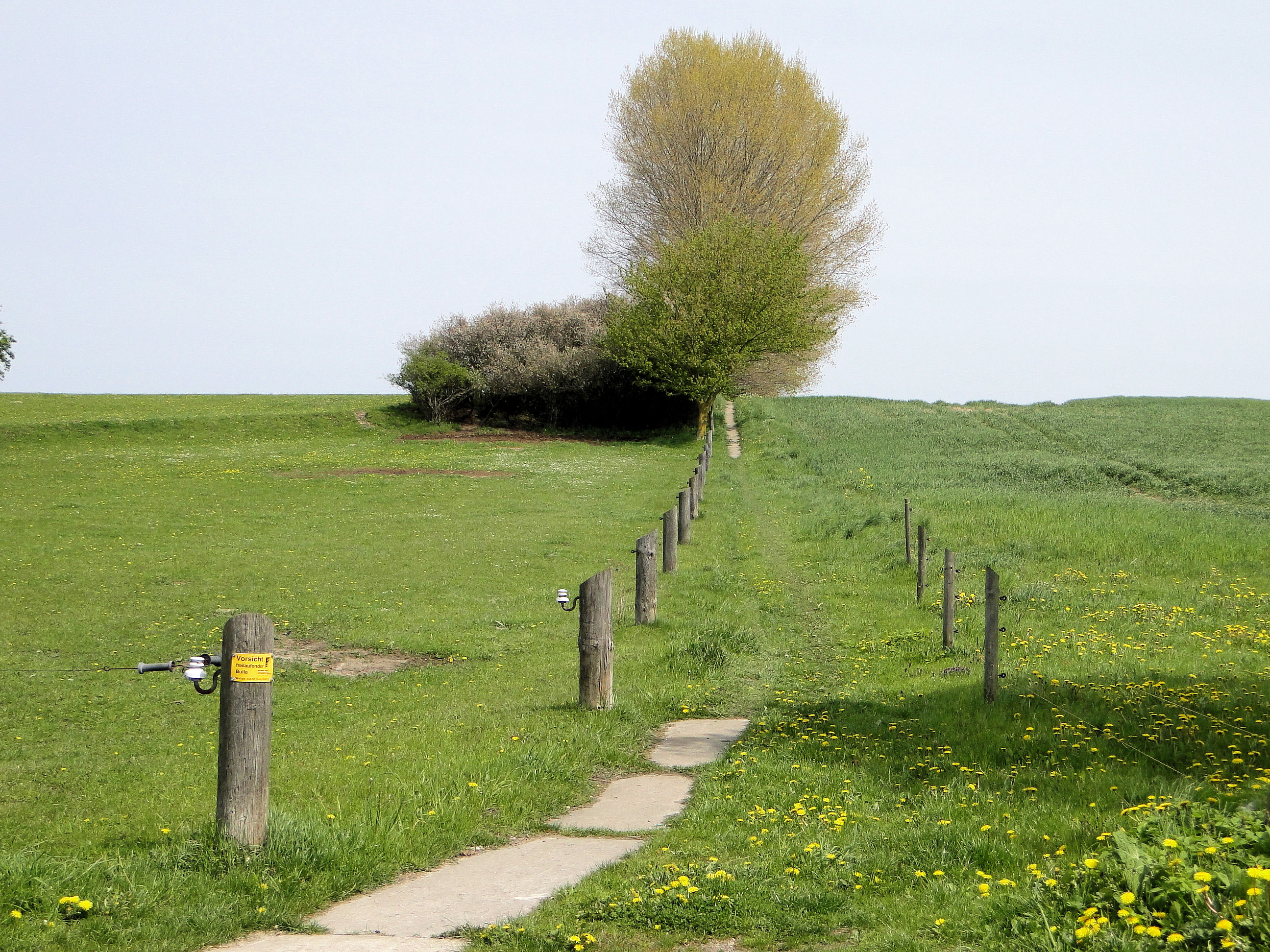